# Halve marathon van New York

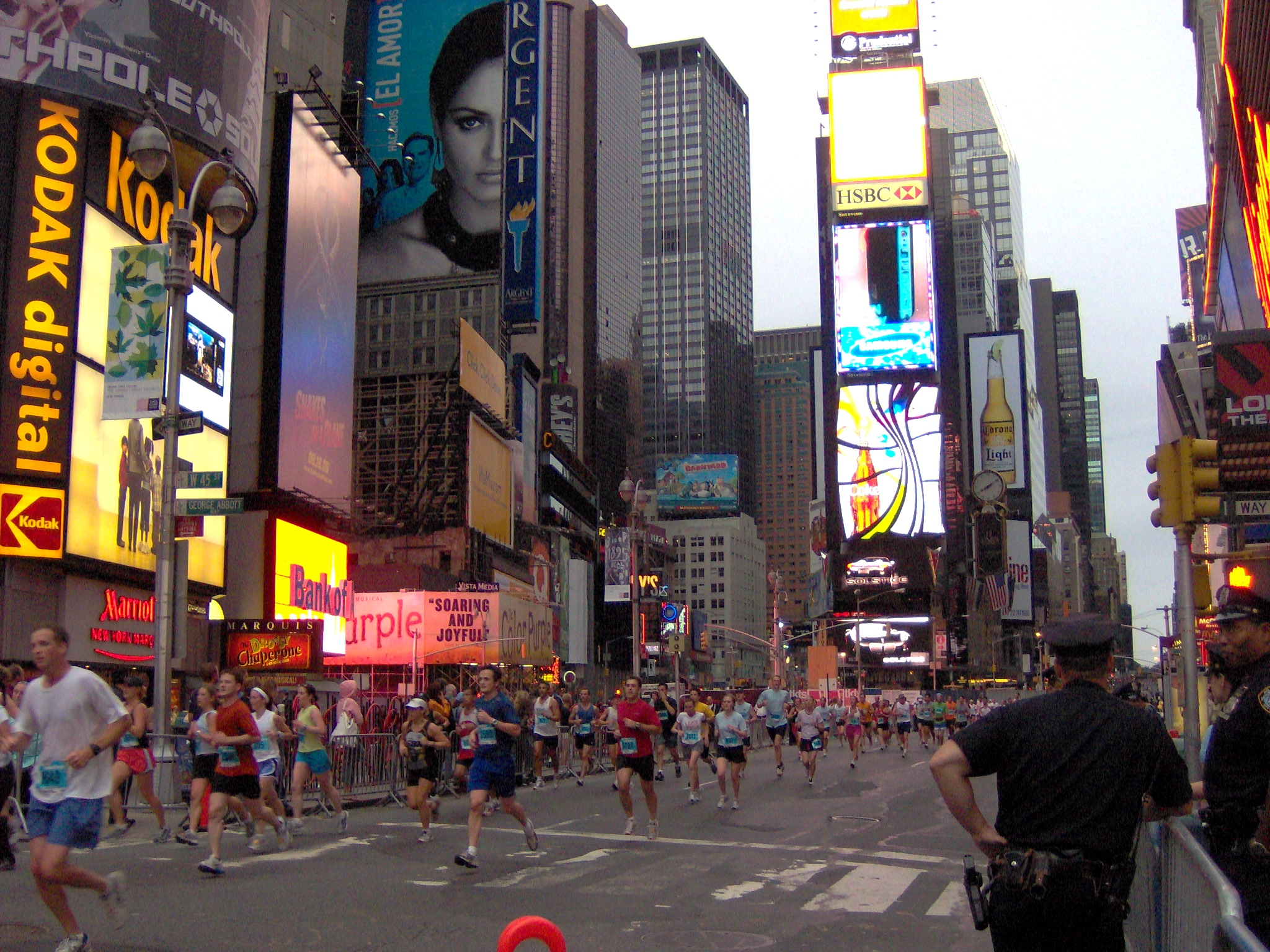
Lopers tijden de eerste editie in 2006 op Times Square

De halve marathon van New York (Engels: NYC Half) is een hardloopwedstrijd over een afstand van een halve marathon (21,1 km), die jaarlijks vanaf 2006 in New York in de Verenigde Staten wordt gelopen. De halve marathon werd eerst in de zomermaanden georganiseerd, maar vanaf 2010 in de maand maart.
De New York Road Runners organiseren de wedstrijd. Luchtvaartmaatschappij United Airlines is de hoofdsponsor.
Aan de wedstrijd namen 's werelds beste atleten deel, zoals wereldrecordhouders op de marathon Haile Gebrselassie en Paula Radcliffe, olympisch medaillewinnaars Catherine Ndereba, Meb Keflezighi en Deena Kastor.
Het totale prijzengeld in 2016 bedroeg 100.000 Amerikaanse dollar, waarvan 20.000 voor de winnaars.

## Parcours
In tegenstelling tot de New York City Marathon, waar alle vijf de stadsdelen worden doorkruist, vindt de halve marathon alleen in Manhattan plaats.
Het parcours start in Central Park en loopt via de Seventh Avenue naar Times Square en vervolgens over 42 Street en de West Side Highway langs de Hudson naar de finish in Battery Park.

## Parcoursrecords
- Mannen: 59.24 - Haile Gebrselassie  Ethiopië (2007)
- Vrouwen: 1:07.41 - Molly Huddle  Verenigde Staten (2016), Joyce Chepkirui  Kenia (2016)

## Overwinningen
| Datum            | Man                                  | Nationaliteit                        | Tijd                                 | Vrouwen                              | Nationaliteit                        | Tijd                                 |
| ---------------- | ------------------------------------ | ------------------------------------ | ------------------------------------ | ------------------------------------ | ------------------------------------ | ------------------------------------ |
| 2020             | Geannuleerd wegens de coronapandemie | Geannuleerd wegens de coronapandemie | Geannuleerd wegens de coronapandemie | Geannuleerd wegens de coronapandemie | Geannuleerd wegens de coronapandemie | Geannuleerd wegens de coronapandemie |
| 17 maart 2019    | Belay Tilahun                        | ETH                                  | 1:02.10                              | Joyciline Jepkosgei                  | KEN                                  | 1:10.07                              |
| 18 maart 2018    | Ben True                             | USA                                  | 1:02.39                              | Buze Diriba                          | ETH                                  | 1:12.23                              |
| 19 maart 2017    | Feyisa Lilesa                        | ETH                                  | 1:00.04                              | Molly Huddle                         | USA                                  | 1:08.19                              |
| 20 maart 2016    | Stephen Sambu                        | KEN                                  | 1:01.16                              | Molly Huddle                         | USA                                  | 1:07.41                              |
| 15 maart 2015    | Leonard Korir                        | KEN                                  | 1:01.06                              | Molly Huddle                         | USA                                  | 1:08.31                              |
| 16 maart 2014    | Geoffrey Mutai                       | KEN                                  | 1:00.50                              | Sally Kipyego                        | KEN                                  | 1:08.31                              |
| 17 maart 2013    | Wilson Kipsang                       | KEN                                  | 1:01.02                              | Caroline Rotich                      | KEN                                  | 1:09.09                              |
| 18 maart 2012    | Peter Kirui                          | KEN                                  | 59.39                                | Firehiwot Dado                       | ETH                                  | 1:08.35                              |
| 20 maart 2011    | Mo Farah                             | GBR                                  | 1:00.23                              | Caroline Rotich                      | KEN                                  | 1:08.52                              |
| 21 maart 2010    | Peter Kamais Lotagor                 | KEN                                  | 59.53                                | Mara Yamauchi                        | GBR                                  | 1:09.25                              |
| 16 augustus 2009 | Tadese Tola                          | ETH                                  | 1:01.06                              | Paula Radcliffe                      | GBR                                  | 1:09.45                              |
| 27 juli 2008     | Tadese Tola                          | ETH                                  | 1:00.58                              | Catherine Ndereba                    | KEN                                  | 1:10.19                              |
| 5 augustus 2007  | Haile Gebrselassie                   | ETH                                  | 59.24                                | Hilda Kibet                          | KEN                                  | 1:10.32                              |
| 27 augustus 2006 | Tom Nyariki                          | KEN                                  | 1:01.22                              | Catherine Ndereba                    | KEN                                  | 1:09.43                              |

## Deelnemersaantallen
| Jaar | Deelnemers | waarvan vrouwen |
| ---- | ---------- | --------------- |
| 2018 | 21.966     | 11.082          |
| 2017 | 19.387     | 9877            |
| 2016 | 20.176     | 10.571          |
| 2015 | 19.432     | 10.144          |
| 2014 | 20.828     | 11.028          |
| 2013 | 14.529     | 6918            |
| 2012 | 15.344     | 7883            |
| 2011 | 10.205     | 5442            |
| 2010 | 11.604     | 6118            |
| 2009 | 10.196     | 5145            |
| 2008 | 10.506     | 5101            |
| 2007 | 09927      | 4763            |
| 2006 | 10.294     | 4964            |